# Championnat d'Amérique du Sud masculin de volley-ball 1964
Le 6e championnat d'Amérique du Sud de volley-ball masculin s'est déroulé du 30 mars au 8 avril 1964 à Buenos Aires ( Argentine).

## Généralités
Il s'agit de la seule absence de l’Équipe du Brésil de volley-ball dans cette compétition à la suite du remous du coup d'État dans ce pays, et donc la seule édition à ne pas avoir été remportée par les Verts et Jaunes.

## Classement final
| Place              | Équipe    |
| ------------------ | --------- |
| Médaille d'or      | Argentine |
| Médaille d'argent  | Venezuela |
| Médaille de bronze | Uruguay   |
| 4                  | Paraguay  |
| 5                  | Équateur  |